# Manfred Eickerling
Manfred Eickerling (13 settembre 1951) è un ex calciatore tedesco, di ruolo difensore e centrocampista.

## Carriera
Nel 1974 viene ingaggiato dalla franchigia della North American Soccer League dei Boston Minutemen. Nella stagione 1974 vinse con i bostoniani la Northern Division. Con i Minutemen la corsa al titolo nordamericano fu interrotta alle semifinali, perse contro i futuri campioni dei L.A. Aztecs. 
Terminata l'esperienza americana torna in patria, in forza ai cadetti del Bayer Leverkusen. Con le aspirine gioca tre stagioni nella serie cadetta tedesca, ottenendo come miglior piazzamento l'ottavo posto nel girone nord della 2. Fußball-Bundesliga 1977-1978.
Dal 1978 al 1980 è in forza al Viktoria Colonia, sempre nella serie cadetta tedesca, ottenendo come miglior piazzamento il quarto posto nel girone nord della 2. Fußball-Bundesliga 1979-1980.